# وزارة عاطف صدقي الثانية
وزارة عاطف صدقي الثانية هي الوزارة العاشرة بعد المائة في تاريخ مصر وتشكلت في 13 أكتوبر 1987. وهي الوزارة التي تشكلت عقب انتخاب الرئيس محمد حسني مبارك رئيساً للجمهورية لفترة رئاسية ثانية.:127:130 قبلت استقالة الوزارة في 12 أكتوبر 1993.

## أعضاء الحكومة
| الوزارة                                                              | الوزير                    |
| -------------------------------------------------------------------- | ------------------------- |
| رئيس مجلس الوزراء                                                    | عاطف صدقي                 |
| نائب مجلس رئيس الوزراء ووزير الدفاع والإنتاج الحربي                  | محمد عبد الحليم أبو غزالة |
| نائب رئيس مجلس الوزراء ووزير الخارجية                                | أحمد عصمت عبد المجيد      |
| نائب رئيس مجلس الوزراء ووزير التخطيط                                 | كمال الجنزوري             |
| نائب رئيس مجلس الوزراء ووزير الزراعة والأمن الغذائي واستصلاح الأراضي | يوسف والي                 |
| الداخلية                                                             | زكي مصطفى بدر             |
| المالية                                                              | محمد أحمد الرزاز          |
| التأمينات الاجتماعية والشئون الاجتماعية                              | آمال عثمان                |
| الإسكان والمرافق والمجتمعات الجديدة والعمرانية                       | حسب الله الكفراوي         |
| النقل والمواصلات والنقل البحري                                       | سليمان متولي سليمان       |
| الكهرباء والطاقة                                                     | محمد ماهر أباظة           |
| الإعلام                                                              | محمد صفوت الشريف          |
| الأشغال والموارد المائية                                             | عصام راضي عبد الحميد      |
| الصناعة                                                              | محمد محمود عبد الوهاب     |
| البترول والثروة المعدنية                                             | عبد الهادي قنديل          |
| شئون مجلس الوزراء والدولة للتنمية الإدارية                           | عاطف عبيد                 |
| السياحة والطيران المدني                                              | فؤاد عبد اللطيف سلطان     |
| التموين والتجارة الداخلية                                            | محمد جلال أبو الدهب       |
| الصحة                                                                | محمد راغب دويدار          |
| الاقتصاد والتجارة الخارجية                                           | يسري علي مصطفى            |
| شئون مجلسي الشعب والشورى                                             | أحمد سلامة محمد           |
| التعليم                                                              | أحمد فتحي سرور            |
| الأوقاف                                                              | محمد علي محجوب            |
| القوى العاملة والتدريب                                               | عاصم عبد الحق صالح        |
| العدل                                                                | فاروق سيف النصر           |
| الثقافة                                                              | فاروق حسني                |
| الدولة للإنتاج الحربي                                                | جمال السيد إبراهيم        |
| الدولة للشئون الخارجية                                               | بطرس بطرس غالي            |
| الدولة لشئون مجلسي الشعب والشورى                                     | محمد عبد الحميد رضوان     |
| الدولة لشئون البحث العلمي                                            | عادل عبد الحميد عز        |
| الدولة للتعاون الدولي                                                | موريس مكرم الله           |
| الدولة لشئون الهجرة والمصريين بالخارج                                | فؤاد إسكندر               |

## تعديلات
- أعقب التشكيل الوزاري قرار بأن يكون عاطف صدقي (رئيس مجلس الوزراء) هو الوزير المختص بشئون الأزهر وقرار آخر بأن يكون الوزير المختص بالحكم المحلي.
- توفي محمد عبد الحميد رضوان وزير الدولة لشئون مجلسي الشعب والشورى.
- في 15 أبريل 1989:[3][4][5]
  - عين المشير محمد عبد الحليم أبو غزالة مساعداً لرئيس الجمهورية.
  - عين الفريق أول يوسف صبري أبو طالب وزيراً للدفاع والإنتاج الحربي.
- في 12 يناير 1990:[6][7]
  - قبلت استقالة زكي مصطفى بدر وزير الداخلية.
  - عين محمد عبد الحليم موسى وزيراً للداخلية.
- في 30 يونيو 1990:[8][9]
  - عين أحمد رضوان وزير دولة برئاسة مجلس الوزراء.
- في 7 ديسمبر 1990:
  - انتخب أحمد فتحي سرور رئيساً لمجلس الشعب.
- في 15 ديسمبر 1990:[10][11]
  - أسند إلى عادل عبد الحميد عز وزير الدولة لشئون البحث العلمي أعمال وزير التعليم وذلك بالإضافة إلى عمله.
- في مارس 1991:
  - اختير أحمد عصمت عبد المجيد أميناً عاماً لجامعة الدول العربية.
- في 20 مايو 1991 أجري تعديل وزاري شمل تعيين كل من:[12]
  - بطرس بطرس غالي نائباً لرئيس الوزراء للعلاقات الخارجية ووزير دولة لشئون الهجرة والمصريين في الخارج.
  - الفريق / محمد حسين طنطاوي وزيراً للدفاع.
  - عمرو موسى وزيراً للخارجية.
  - محمود سيد أحمد شريف وزيراً للإدارة المحلية.
  - حسين كامل بهاء الدين وزيراً للتعليم.
  - حمدي علي البنبي وزيراً للبترول.
- في 12 ديسمبر 1991:
  - اختير بطرس بطرس غالي سكرتيراً عاماً للأمم المتحدة وقدم استقالته من منصبه وأعلن عن إلغاء وزارة الهجرة وقيام وزارة الخارجية بمهامها.[13]
- صدر قرار بأن يكون عاطف صدقي (رئيس الوزراء) الوزير المختص بقطاع الأعمال العام.
- في 18 أبريل 1993:[14]
  - قبلت استقالة محمد عبد الحليم موسى وزير الداخلية.
  - عين حسن الألفي وزيراً للداخلية.
  - عين يوسف بطرس غالي وزير دولة بمجلس الوزراء